# Ropuší kámen

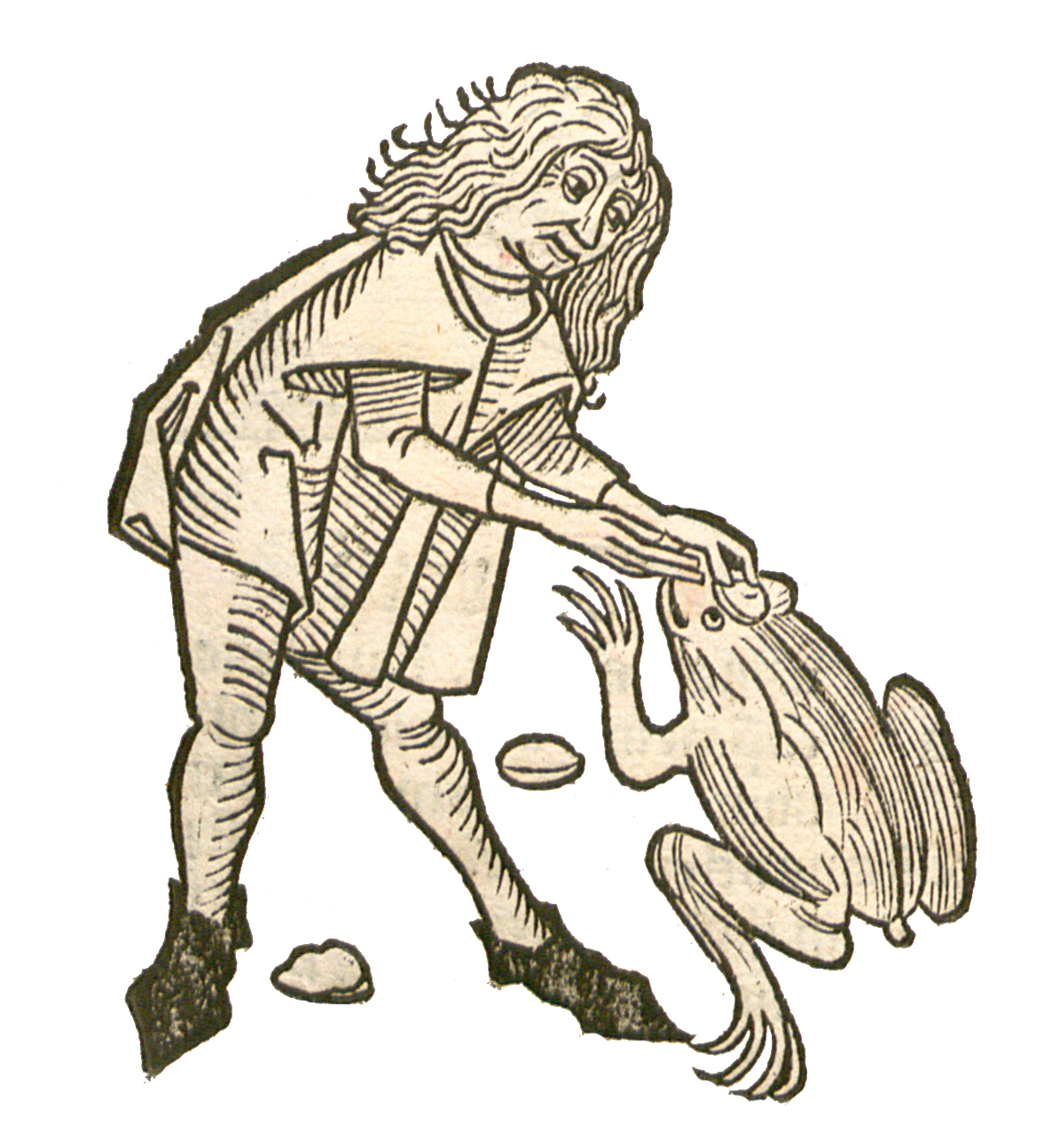
Získávání ropušího kamene; ilustrace v knize Hortus sanitatis, vydané v Mohuči v roce 1491. Kniha popisuje jednotlivé biologické druhy v přírodě, způsoby zpracování jejich částí a použití takto získaného materiálu k léčebným účelům.

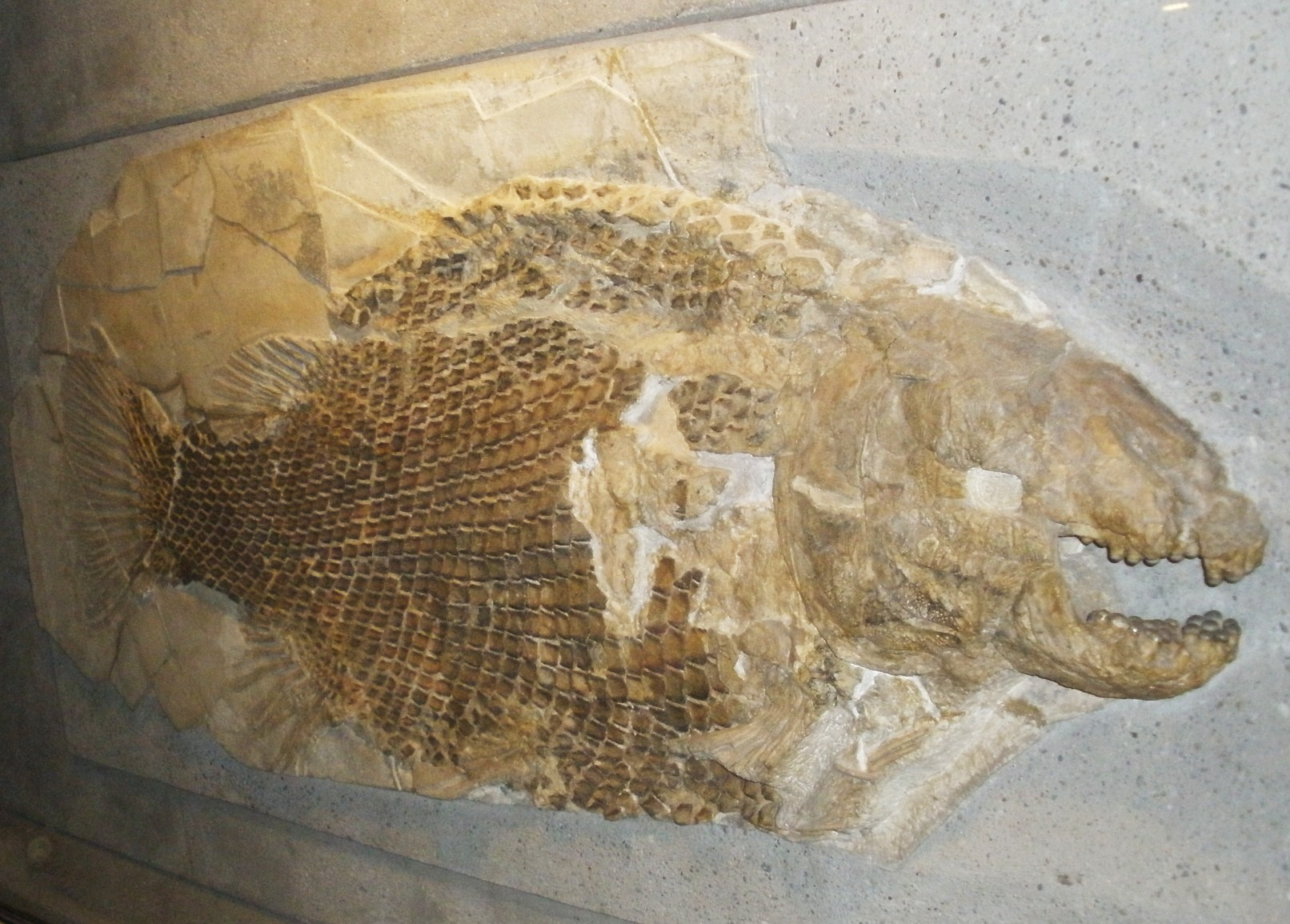
Zkamenělina vyhynulé ryby Scheenstia ze sbírek Senckenbergova přírodovědného muzea ve Frankfurtu nad Mohanem; v čelistech jsou jasně patrné peckovité zuby – budoucí ropuší kameny

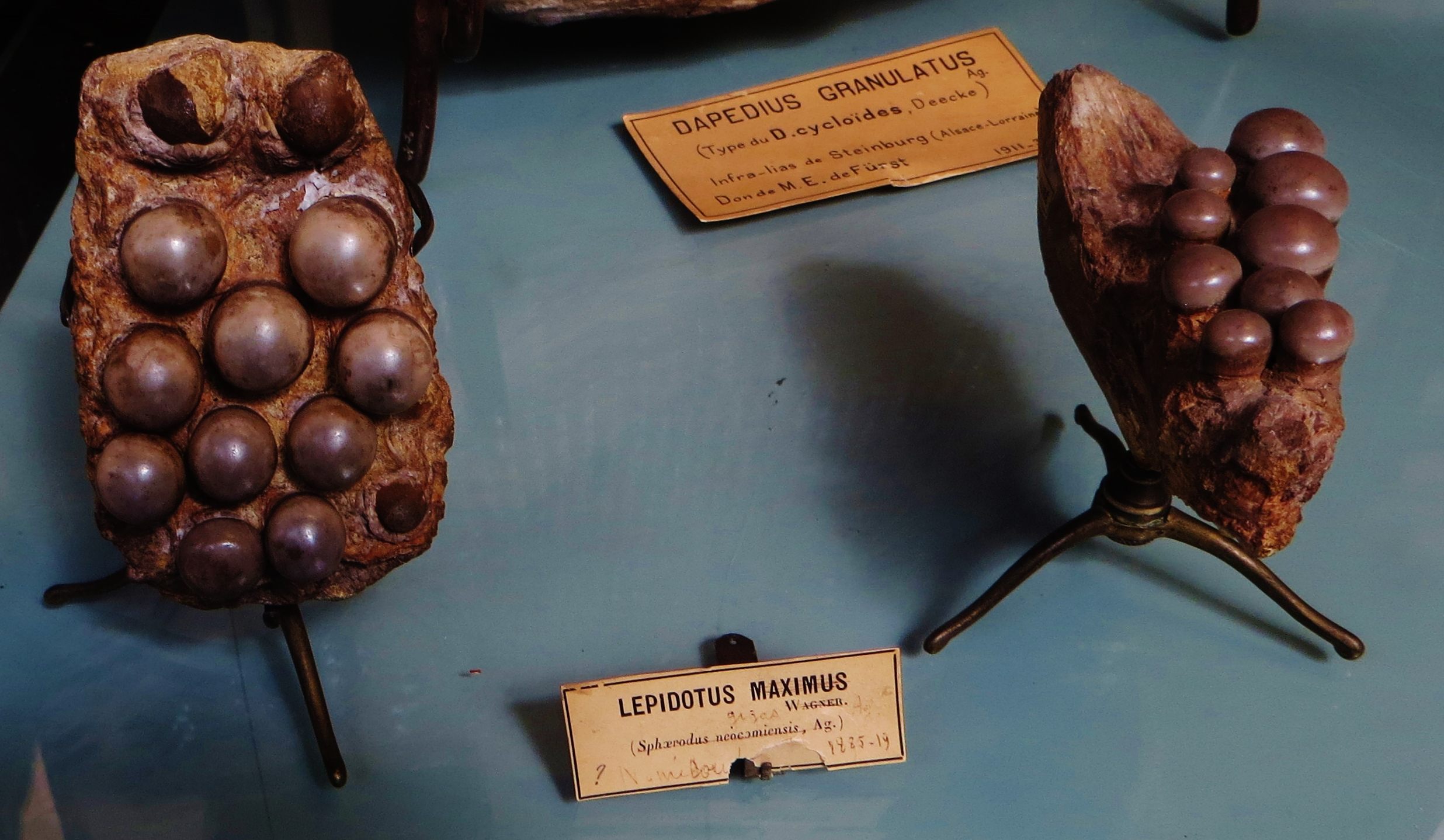
Fosilie části (čelisti) vyhynulé ryby Lepidotes gigas (syn. Lepidotus maximus) – exponát z přírodopisného muzea v Paříži (Musee d'Histoire Naturelle)

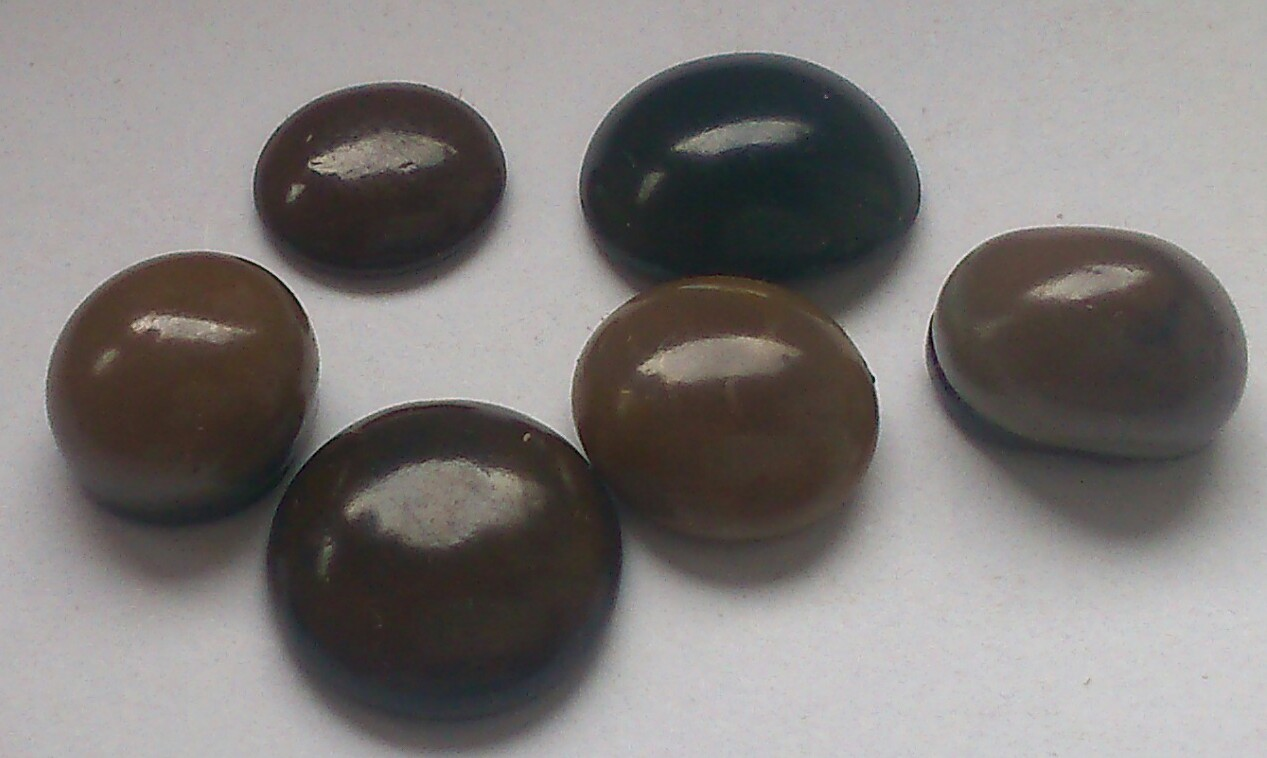
Ropuší kameny z jurských sedimentů z hrabství Oxfordshire (Spojené království Velké Británie a Severního Irska)

Ropuší kámen (nebo též ropušný kámen; německy Krötenstein, anglicky Toadstone), známý také jako bufonit (latinsky bufo – česky ropucha), je kámen dříve považovaný za drahokam, který se podle mýtů nacházel v hlavě ropuchy. Měl být protijedem a v tom se podobá batrachitu, který údajně vzniká v hlavách žab. Tato zvláštní forma drahokamů údajně roste v mozcích ropuch, nejčastěji poté, co různé druhy ropuch skočily na hlavu králi ropuch. Dvojí barevná mutace ropuších kamenů (bílý / černý) se liší svými magickými schopnostmi. Ropuší kameny byly ve skutečnosti knoflíkům (nebo peckám) podobné zkamenělé zuby vyhynulé ryby rodu Scheenstia –  z období jury a křídy. Kulovité tvary zubů těchto ryb byly uzpůsobeny k drcení vápenných skořápek vodních živočichů, jimiž se tyto ryby živily. Tyto „tvarově dokonalé kameny“ zasazovali do magických prstenů a amuletů evropští šperkaři od středověku až do 18. století. Tvarová podobnost fosilních zubů s očima ropuchy dala nejspíše vznik názvu ropuší kámen.

## Přesvědčení
Již od pradávna si lidé spojovali tyto zkameněliny s drahokamy zasazenými v hlavách ropuch, neboť se předpokládalo, že ropucha v sobě nosí protijed v podobě magického kamene, aby na ni nepůsobil její vlastní jed z jedových žláz, které má v kůži. Poprvé se o tom zmiňuje v prvním století našeho letopočtu římský válečník a filozof Plinius starší.
Podle Paula Taylora z londýnského přírodopisného muzea:
Obdobně jako zkameněliny žraločích zubů byly i ropuší kameny považovány za protijed a používaly se také při léčbě epilepsie. Již ve 14. století začali lidé vsazovat do šperků ropuší kameny pro jejich magické vlastnosti. Podle lidových tradic bylo záhodno, aby byl ropuší kámen vyjmut ještě za života žáby. Podle popisu anglického duchovního a spisovatele Edwarda Topsella (asi 1572–1625), známého svým bestiářem, to bylo možno udělat položením ropuchy na kus červené látky.
Paul Taylor, O ropuších kamenech
Dalším způsobem, jak získat kámen z těla ropuchy (kromě užití červené látky) bylo vystavit žábu zvýšené teplotě, na což prý reaguje tím, že kámen vyvrhne, ale poté bylo nutno kámen rychle vzít, aby jej zvíře opět nespolklo. Z mrtvé ropuchy šlo získat kámen také položením do mraveniště, kdy hmyz odstranil maso, zůstala kostra a kámen se odhalil.
Pravé ropuší kameny (dle mínění šperkařů z poloviny 17. století) nejsou větší než nehet lidské ruky a jejich barva se mění od bělavě hnědé přes zelenou až po černou a to podle toho, kde byly dlouhodobě uchovávány. Proti jedu byly údajně nejúčinnější, když byly nošeny v dotyku s kůží, při té příležitosti se prý zahřívaly, v blízkosti jedu se potily a dokonce i měnily barvu. Pokud byl člověk uštknut hadem či pokousán jedovatým tvorem, spočívalo léčení ropuším kamenem v dotýkání se postiženého místa. V knize Gart der Gesundheit (Zahrada zdraví; z roku 1485) tvrdí geolog Johannes de Cuba (Johannes von Cube; 1430–1503), že ropuší kámen pomáhá při onemocnění ledvin a přispívá i k získání „pozemského štěstí“. V případě požadavku na detoxikaci organismu se měl ropuší kámen polykat (a vylučovat ve stolici). Pokud měl chránit před otravou „preventivně“, měl být nošen jako amulet na krku nebo na prstě ruky zasazený do prstenu. Ropuší kameny chránily před magií a neštěstím, přispívaly k hojení nejrůznějších zranění a tlumily vnitřní bolest.

## Výskyty
- Nezabudované (volné) ropuší kameny byly objeveny mezi ostatními drahokamy v alžbětinském pokladu šperků (anglicky Cheapside Hoard) z konce 16. a z počátku 17. století.[pozn. 2]
- Další ropuší kameny jsou ve sbírkách univerzitního Ashmoleova muzea v Oxfordu.
- Prsteny s ropušími kameny je možno spatřit v Britském muzeu v Londýně.
- V roce 2021 byl při čištění relikviáře svatého Maura na zámku Bečov nad Teplou na Karlovarsku objeven mezi kameny, které jej zdobí, i ropuší kámen.[2] Relikviář pochází z první čtvrtiny 13. století a zde nalezený ropuší kámen je zatím nejstarším potvrzeným nálezem takovéhoto objektu takto použitého.[2][13][14][15][16]
- Dva ropuší kameny byly objeveny rovněž na koruně, kterou byl v roce 1349 korunován Karel IV. (v německých Cáchách) na císaře Svaté říše římské.[2][13][14][15][16]

## Zmínky v umění
- V  Shakespearově komedii Jak se vám líbí (z let 1599/1600) hovoří o ropuším kameni postava Vévody, žijícího ve vyhnanství (v originále postava: Duke Senior) ve druhém dějství v první scéně (řádky 12 až 14) textem: 
  - „Sweet are the uses of adversity; / Which, like the toad, ugly and venomous, / Wears yet a precious jewel in his head.[1]“ — William Shakespeare; divadelní hra As You Like It  
  - „Sladké je využití nepřízně osudu, / která jak ropucha, ošklivá a jedovatá, / nosí v hlavě vzácný klenot.“ — William Shakespeare; divadelní hra Jak se vám líbí
- V povídce Baltazarova dcera (Balthazar's Daughter; autor: James Branch Cabell), která byla publikována v knize The Certain Hour (Určitá hodina) a její následné divadelní adaptaci The Jewel Merchants (Obchodníci se šperky) se florentský vévoda Alessandro de Medici pokouší svést Graciosu výčtem různých drahokamů, které vlastní, včetně „šperků vyříznutých z mozku ropuchy“.

## Další čtení
- The New Oxford American Dictionary – heslo „toadstone“;
- Úplné dílo Williama Shakespearea (nakladatelství Crown Publishers Inc.).